# Thymallus aeliani
Il temolo adriatico o temolo pinna blu (Thymallus aeliani Valenciennes, 1848) è un pesce d'acqua dolce endemico del bacino del Po e di pochissimi altri fiumi che sfociano nell'Adriatico settentrionale, gravemente minacciato di estinzione. Appartiene alla famiglia dei Salmonidae, dell'ordine dei Salmoniformes.

## Distribuzione e habitat
Il temolo adriatico è l’unica specie autoctona di temolo italiana, nonché dell’intero bacino adriatico, di cui è strettamente endemico: la sua distribuzione originaria comprendeva tutti i principali affluenti di sinistra del Po, e quelli di destra tra la sorgente e il Parma. Era presente inoltre nell'Adige, nel Brenta, nel Piave, nel Tagliamento, nello Stella e nell'Isonzo. Oltre che in Italia quindi, l'areale comprendeva marginalmente anche la Svizzera (Canton Ticino) e la Slovenia (bacino dell'Isonzo). Attualmente la specie è stata estirpata dall'uomo in tutto il suo areale, con un'unica popolazione ancora vitale, seppur minacciata, localizzata in Piemonte.

## Descrizione
Il temolo adriatico è riconoscibile soprattutto grazie alla sua pinna caudale, caratterizzata da un'intensa tinta bluastra, mentre la colorazione d’insieme è grigio-verdastra con piccole macchie nere sul fianco poco dietro la testa. Si differenzia dal temolo europeo, conosciuto come “temolo pinna rossa” (Thymallus thymallus) per la colorazione d’insieme più slavata, meno contrastata e con meno punti, e dal colore bluastro della pinna caudale, invece che rossastra come nei temoli d’oltralpe. Di rapido accrescimento, gli esemplari che possono raggiungere i 15 cm di lunghezza già al primo anno di età, mentre gli adulti possono raggiungere e superare i 50 cm

## Biologia e comportamento
Si tratta di una specie gregaria che forma banchi anche numerosi grazie al suo rapido accrescimento. Questa specie raggiunge la maturità sessuale all’età di 2 anni nei maschi e di 3 anni nelle femmine. Le uova vengono deposte tra aprile e maggio, nascoste sotto la ghiaia.
La dieta del temolo pinna blu è onnivora, si nutre principalmente di insetti e piccoli crostacei acquatici, ma può mangiare anche sostanze vegetali o, nel caso degli esemplari più grandi, piccoli pesci. Lui stesso è preda di pesci più grandi, infatti, quando popolava numeroso le acque del nord Italia, il temolo adriatico rappresentava una preda frequente della trota marmorata.

## Conservazione
Thymallus aeliani, dato il declino repentino che ha subito negli ultimi decenni che lo ha condotto sull'orlo dell'estinzione, è stato recentemente valutato In Pericolo Critico di estinzione (CR) dalla IUCN.
Tra le principali minacce, troviamo l’ibridazione con il temolo europeo (Thymallus thymallus), pesce alieno introdotto ripetutamente nelle acque italiane, e tuttora oggetto di ripopolamenti da parte dei pescatori sportivi. Queste specie alloctona si è riprodotta con successo dando origine ad ibridi con il temolo adriatico, che hanno determinato la quasi totale sostituzione e compromissione delle popolazioni. Questa non è però la sola minaccia per il temolo pinna blu, che è soprattutto minacciato dell’alterazione ambientale dei corsi d’acqua, principalmente causata dal prelievo di idrico, dall'artificializzazione dei fiumi (dighe, barriere, argini), dall'estrazione di ghiaia, ma anche dalla pesca eccessiva e dall’inquinamento.

## Tassonomia
La specie è stata a lungo considerata una semplice variante geografica del temolo europeo Thymallus thymallus, ma grazie a studi molecolari e morfologici è stato definitivamente verificato che si tratta di una specie ben distinta, evolutasi nel bacino padano nel corso del Quaternario. Una terza specie di temolo, endemica del bacino della Loira (Thymallus ligericus) è stata scoperta pochi anni dopo in Francia.